# Dolmen von Døjringe
Die Dolmen von Døjringe liegen am Dyssevej bzw. am Sorøvej, in Døjringe, bei Munke Bjergby, nördlich von Sorø auf der dänischen Insel Seeland. Die Dolmen stammen aus der Jungsteinzeit etwa 3500–2800 v. Chr. und sind Megalithanlagen der Trichterbecherkultur (TBK).

## Langdysse 1
Der Nordost-Südwest orientierte Hügel des Langdysse ist 1,8 m hoch, etwa 39,0 m lang und 11,0 m breit. Von den ziemlich kleinen, mehr oder weniger verlagerten und zum Teil mit Erde bedeckten Randsteinen sind 31 erhalten. Eine Kammer mit vier erhaltenen Tragsteinen und einem Deckstein liegt mittig nach Norden verschoben im Hünenbett. Die Kammer wurde ursprünglich von fünf Tragsteinen gebildet. Der große Deckstein ist etwas zu Seite verschoben. 1891 war der Hügel noch 72,0 m lang. Das nordöstliche Hügelende war bereits randstein- und kammerlos. Auf diesem Hügelteil befindet sich die Grube einer ausgegangenen Kammer. Der jetzt leere Rest des Hügels könnte zu einem völlig abgetragenen, separaten Langdysse gehören.

## Langdysse 2
Der Nordost-Südwest orientierte Hügel liegt etwa 50 m von der Straße, südlich von Langdysse 1. Er ist 1,7 m hoch, etwa 23,0 m lang und 11,0 m breit. Von den kleinen und zum Teil mit Erde bedeckten Randsteinen sind nur zehn im Westen und Osten erhalten. Etwa 7,5 m  vom Nordende liegt eine eingetiefte, längliche Kammer mit ursprünglich vier Tragsteinen, einem Schwellenstein im Süden und einem großen flachen Deckstein, der sich auf Höhe des Hügels befindet.

## Runddysse Ballehøj

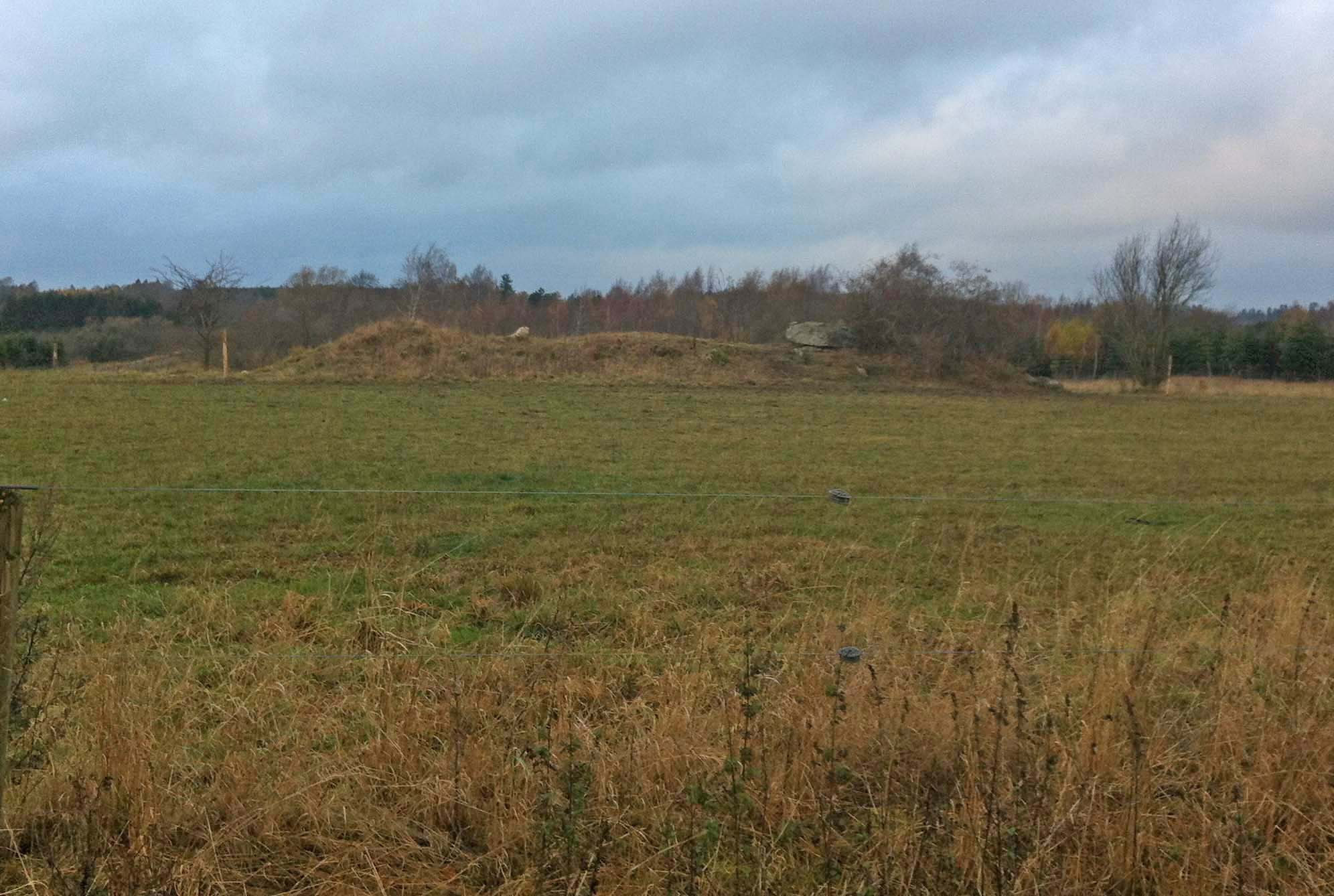
Runddysse

Der 1,7 m hohe Ballehøj liegt am Sorøvej und ist die nördlichste der vier Megalithanlagen. Der Hügel misst etwa 16 × 16 m und ist, was die Lage der acht sichtbaren Randsteine betrifft, eher quadratisch als rund. Die zentral gelegene, West-Ost orientierte, im Osten offene Kammer wird von fünf Tragsteinen gebildet. Der Deckstein fehlt.

## Runddysse
Der 2,6 m hohe Hügel ist der südlichste. Er misst etwa 11,0 × 9,0 m. Am Rand des Hügels sind einige größere Steine zu sehen, mehrere sekundär verlagerte Steine liegen auf dem Hügel. In der Mitte liegt eine Nordost-Südwest orientierte Kammer mit drei Tragsteinen, einem Schwellenstein und zwei seitlichen Gangsteinen, auf denen der einzige Deckstein ruht. 